# Голланц, Виктор
Сэр Виктор Голланц (англ. Victor Gollancz, 9 апреля 1893, Лондон — 8 февраля 1967) — британский общественный деятель, книгоиздатель, публицист-социалист и правозащитник.

## Биография
Виктор Голланц родился 9 апреля 1893 года в еврейской семье польско-немецкого происхождения, сын ювелира-оптовика, племянник двух известных еврейских богословов — раввина профессора сэра Германа Голланца и профессора сэра Израэля Голланца.
После обучения в Нью-Колледже (Оксфорд) стал преподавать в школе. Служил в британской армии во время Первой мировой войны.
С 1917 года — член Комитета Реконструкции (Reconstruction Committee) — организации, планировавшей экономику послевоенной Великобритании, где познакомился с издателем Эрнестом Бенном, который привлёк его к участию в своём бизнесе. Своё собственное издательство Victor Gollancz основал в 1927 году. Голланц начал с издания журналов, затем успешно выпустил ряд книг по искусству, после чего начал издавать художественную литературу (среди его авторов были, в частности, Джордж Оруэлл и Эдгар Янг). Попал в успешную волну, издав много книг по научной фантастике, которая в те годы приобретала всё большую популярность.
Увлёкся социализмом, был знаком с Лениным, однако позднее (особенно после пакта Молотова — Риббентропа) разочаровался в советском социализме и выступил с его критикой с позиций религиозного социализма (Голланц не принимал крещения, но исповедовал синкретическую версию монотеистического иудеохристианства).
Голланц был одним из основателей Клуба левой книги (Left Book Club) — организации дискуссионных групп, которая в конце 1930-х гг. приобрела большое влияние на английское общественное мнение как альтернатива двум традиционным социалистическим партиям (коммунистам и лейбористам). Одним из активных деятелей Клуба был христианский социалист Джон Льюис. Сам Голланц, начинавший как сторонник гильдейского социализма, в 1931 году вступил в Лейбористскую партию, но некоторое время был близок к Коммунистической партии.
Голланц, рьяно боровшийся с гитлеровским нацизмом и антисемитизмом, в 1945 г. выступил в защиту немцев на оккупированных союзниками территориях, потребовав более гуманного обращения с ними, а также с серией памфлетов против депортации немцев с территорий, отошедших к другим государствам (см. Депортация немцев после Второй мировой войны). Организовал кампанию по сбору продуктов питания и одежды для жителей Германии и Италии. За эту деятельность был посвящён в рыцари в 1965 г.

## Память
- Общество защиты уязвимых народов (Германия) учредило премию имени Голланца[англ.].

## Избранная библиография
- The Making of Women, Oxford Essays in Feminism (1918)
- Industrial Ideals (1920)
- Is Mr Chamberlain Saving Peace? (1939)
- Betrayal of the Left: an Examination & Refutation of Communist Policy from October 1939 to January 1941: with Suggestions for an Alternative and an Epilogue on Political Morality (1941)
- «Let My People Go». Some Practical Proposals for Dealing with Hitler’s Massacre of the Jews and an Appeal to the British Public (1943)
- Leaving Them to Their Fate: the Ethics of Starvation (1946)
- Our threatened Values (1946)
- In Darkest Germany (1947)
- «Germany Revisited», London Victor Gollancz LTD, 1947
- Capital Punishment: the Heart of the Matter (1955)
- Devil’s Repertoire: or, Nuclear Bombing and the Life of Man (1959)
- Case of Adolf Eichmann (1961)
- Journey Towards music: a Memoir (1964)